# Brit Qualm
Brit Qualm (8 mei 2001) is een langebaanschaatser en inline-skater uit Nederland.
Bij het marathonschaatsen rijdt Qualm met beennummer 68 voor het team Fortune Coffee.
Op de NK afstanden 2022 in oktober 2021 nam Qualm deel aan het onderdeel massastart.
Op 21 maart 2023 raakte ze zwaargewond tijdens een val bij een studentenfeest in Delft. Haar gebroken wervel had het ruggenmerg aangetikt wat nét geen dwarslaesie veroorzaakte.

## Persoonlijke records[8]
| Afstand    | Tijd    | Datum            | Baan       |
| ---------- | ------- | ---------------- | ---------- |
| 500 meter  | 43,15   | 22 december 2019 | Leeuwarden |
| 1000 meter | 1.25,04 | 3 februari 2019  | Groningen  |
| 1500 meter | 2.08,84 | 18 december 2018 | Heerenveen |
| 3000 meter | 4.33,02 | 3 november 2018  | Enschede   |
| 5000 meter | 7.54,51 | 16 december 2018 | Enschede   |